# Komenda Rejonu Uzupełnień Bielsko

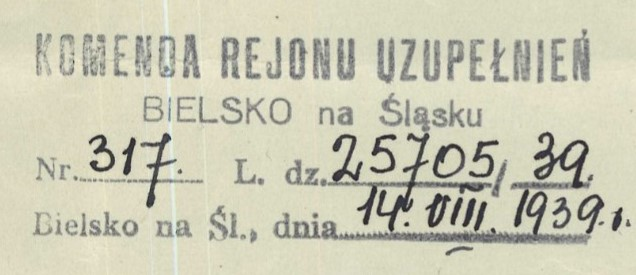
Odcisk pieczęci do korespondencji

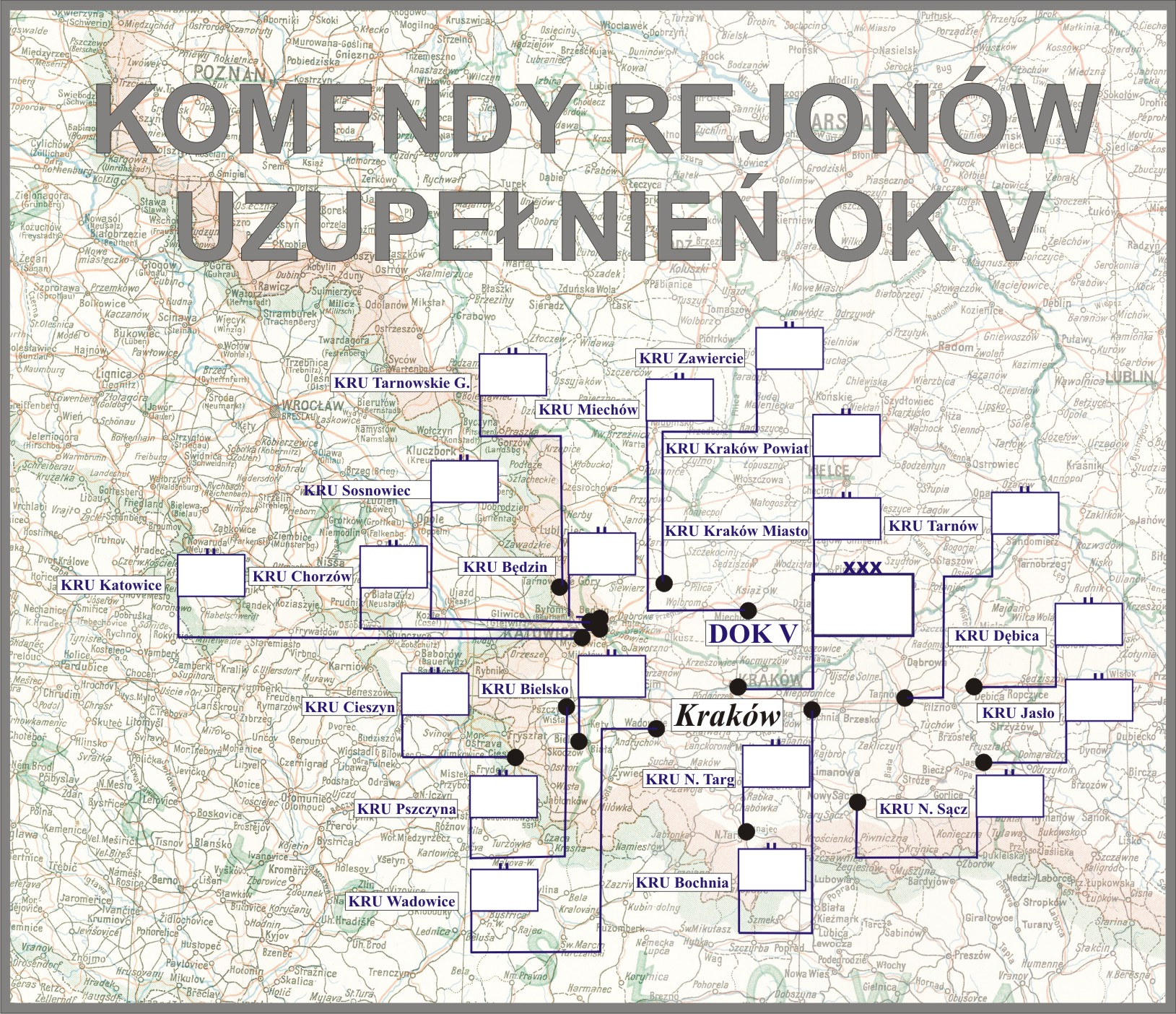
Komendy rejonów uzupełnień OK V

Komenda Rejonu Uzupełnień Bielsko na Śląsku (KRU Bielsko n/Śl.) – organ wojskowy właściwy w sprawach uzupełnień Sił Zbrojnych II Rzeczypospolitej i administracji rezerw w powierzonym mu rejonie.

## Historia komendy
PKU Biała-Bielsko administrowała powiatami: bielskim, bialskim, cieszyńskim i żywieckim.
Z dniem 1 października 1927 minister spraw wojskowych zmienił nazwę PKU Biała-Bielsko na PKU Bielsko oraz skład jej okręgu poborowego. Z okręgu zostały wyłączone powiaty bialski i żywiecki, i podporządkowane nowo utworzonej PKU Żywiec.
22 grudnia 1928 minister spraw wojskowych zmienił nazwę PKU Bielsko na PKU Bielsko na Śląsku.
W marcu 1930 PKU Bielsko na Śląsku nadal podlegała Dowództwu Okręgu Korpusu Nr V i wciąż administrowała powiatami: bielskim i cieszyńskim. W grudniu tego roku PKU Bielsko na Śląsku posiadała skład osobowy typu IV.
31 lipca 1931 gen. dyw. Kazimierz Fabrycy, w zastępstwie ministra spraw wojskowych, rozkazem B. Og. Org. 4031 Org. wprowadził zmiany w organizacji służby poborowej na stopie pokojowej. Zmiany te polegały między innymi na zamianie stanowisk oficerów administracji w PKU na stanowiska oficerów broni (piechoty) oraz zmniejszeniu składu osobowego PKU typ I–IV o jednego oficera i zwiększeniu o jednego urzędnika II kategorii. Liczba szeregowych zawodowych i niezawodowych oraz urzędników III kategorii i niższych funkcjonariuszy pozostała bez zmian.
1 lipca 1938 weszła w życie nowa organizacja służby uzupełnień, zgodnie z którą dotychczasowa PKU Bielsko na Śląsku została przemianowana na Komendę Rejonu Uzupełnień Bielsko na Śląsku przy czym nazwa ta zaczęła obowiązywać 1 września 1938, z chwilą wejścia w życie ustawy z dnia 9 kwietnia 1938 o powszechnym obowiązku wojskowym. Obok wspomnianej ustawy i rozporządzeń wykonawczych do niej, działalność KRU Bielsko na Śląsku normowały przepisy służbowe MSWojsk. D.D.O. L. 500/Org. Tjn. Organizacja służby uzupełnień na stopie pokojowej z 13 czerwca 1938. Zgodnie z tymi przepisami komenda rejonu uzupełnień była organem wykonawczym służby uzupełnień.
Komendant rejonu uzupełnień w sprawach dotyczących uzupełnień Sił Zbrojnych i administracji rezerw podlegał bezpośrednio dowódcy Okręgu Korpusu Nr V, który był okręgowym organem kierowniczym służby uzupełnień.
Z końcem 1938 została rozwiązana KRU Żywiec, a w jej miejsce utworzona KRU Cieszyn. Administrowane dotychczas przez KRU Żywiec powiaty bialski i żywiecki zostały podporządkowane KRU Bielsko na Śląsku, natomiast powiat cieszyński podporządkowany KRU Cieszyn.
W lutym 1939 rejon uzupełnień obejmował miasto Bielsko oraz powiaty: bielski, bialski i żywiecki.
2 września 1939 kapitan Henryk Moczyński z II rzutem KRU Bielsko ewakuował się na Radomyśl, Brzeżany i Tłumacz. W Kutach został włączony do transportu biur MSWojsk., a 18 września 1939 pod Śniatynem przekroczył granicę z Królestwem Rumunii. W miejscowości Fokszany władze rumuńskie odebrały księgi ewidencyjne i kartoteki młodszych roczników.

## Obsada personalna
Poniżej przedstawiono wykaz oficerów zajmujących stanowisko komendanta Powiatowej Komendy Uzupełnień i komendanta rejonu uzupełnień oraz wykaz osób funkcyjnych (oficerów i urzędników wojskowych) pełniących służbę w PKU Bielsko oraz PKU i KRU Bielsko na Śląsku, z uwzględnieniem najważniejszych zmian organizacyjnych przeprowadzonych w 1926 i 1938.
| Komendanci                         | Komendanci              | Komendanci                        |
| stopień, imię i nazwisko           | okres pełnienia funkcji | kolejne stanowisko (dalsze losy)  |
| ---------------------------------- | ----------------------- | --------------------------------- |
| ppłk piech. Aleksander II Zawadzki | 1923 – II 1927          | stan spoczynku z dniem 30 IV 1927 |
| mjr piech. Erwin Pallas            | VI 1927 – II 1929       | dyspozycja dowódcy OK V           |
| ppłk piech. Józef Sitko            | III 1929 – 31 VIII 1935 | stan spoczynku                    |
| mjr piech. Edward Jan Grabowski    | VIII 1935 – 1939        |                                   |

| Obsada pozostałych stanowisk funkcyjnych PKU w latach 1921–1925 | Obsada pozostałych stanowisk funkcyjnych PKU w latach 1921–1925 | Obsada pozostałych stanowisk funkcyjnych PKU w latach 1921–1925 | Obsada pozostałych stanowisk funkcyjnych PKU w latach 1921–1925 |
| --------------------------------------------------------------- | --------------------------------------------------------------- | --------------------------------------------------------------- | --------------------------------------------------------------- |
| I referent                                                      | kpt. piech. Leonard Brunon Macura                               | 1923 – VIII 1925                                                | 4 psp                                                           |
| I referent                                                      | mjr piech. Edmund Żelawski                                      | VIII 1925 – II 1926                                             | 20 pp                                                           |
| II referent                                                     | por. kanc. Adolf Prover (Prower)                                | do 1 XII 1924                                                   | OE Biała                                                        |
| II referent                                                     | por. / kpt. kanc. Alfred Bernard Farny                          | od 1 XII 1924                                                   |                                                                 |
| referent inwalidzki                                             | urzędnik wojsk. XI rangi Antoni Hrycykiewicz                    | do XI 1922                                                      | OE Chrzanów PKU Wadowice                                        |
| referent inwalidzki                                             | urzędnik wojsk. XI rangi Jan Olejak                             | od XI 1922                                                      |                                                                 |
| referent inwalidzki                                             | urzędnik wojsk. XI rangi Adolf Weiss                            | od 23 V 1923                                                    |                                                                 |
| referent inwalidzki                                             | por. san. / por. kanc. Oswald Jan Urbanke                       | od II 1924                                                      |                                                                 |
| oficer instrukcyjny                                             | por. piech. Marcin Wyród-Przyborowski                           | 1922 – 1 IV 1923                                                |                                                                 |
| oficer instrukcyjny                                             | kpt. piech. Józef Martinek                                      | od IV 1924                                                      |                                                                 |
| oficer instrukcyjny                                             | por. piech. Stanisław Leszak                                    | VII 1925 – III 1926                                             | 3 psp                                                           |
| oficer ewidencyjny Bielsko                                      | urzędnik wojsk. X rangi Rudolf Rzeźniczek                       | I 1923 – 31 XII 1924                                            | stan spoczynku                                                  |
| oficer ewidencyjny Bielsko                                      | ppor. rez. piech. powoł. do sł. czyn. Władysław III Lipski      | od 1 I 1925                                                     |                                                                 |
| oficer ewidencyjny Biała                                        | por. adm. san. Alfred Bernard Farny                             | 1 XII 1923 – 1 XII 1924                                         | II referent                                                     |
| oficer ewidencyjny Biała                                        | por. kanc. Adolf Prover (Prower)                                | 1 XII 1924 – 30 IX 1925                                         | stan spoczynku                                                  |
| oficer ewidencyjny Cieszyn                                      | por. kanc. Franciszek Giergiel                                  | do II 1926                                                      | referent inwalidzki w PKU Grudziądz                             |
| oficer ewidencyjny Żywiec                                       | ppor. rez. piech. powoł. do sł. czyn. Władysław III Lipski      | 1 XII 1924 – 1 I 1925                                           | OE Bielsko                                                      |
| oficer ewidencyjny Żywiec                                       | chor. Marian Madziuk                                            | od III 1925                                                     |                                                                 |
| Obsada pozostałych stanowisk funkcyjnych PKU w latach 1926–1938 |                                                                 |                                                                 |                                                                 |
| kierownik I referatu administracji rezerw                       | kpt. kanc. / sap. Józef Władysław Albiński                      | II 1926 – 30 VI 1934                                            | stan spoczynku                                                  |
| kierownik II referatu poborowego                                | kpt. kanc. Alfred Bernard Farny                                 | II 1926 – XII 1929                                              | kierownik I referatu PKU Inowrocław                             |
| kierownik II referatu poborowego                                | kpt. art. Stanisław Tadeusz Żukowski                            | XII 1929 – IX 1930                                              | dyspozycja dowódcy OK V                                         |
| kierownik II referatu poborowego                                | kpt. piech. Dominik Michał Binder                               | IX 1930 – 31 VIII 1935                                          | stan spoczynku                                                  |
| referent                                                        | por. kanc. Władysław III Lipski                                 | II 1926 –                                                       | Garn. Adm. Koszar Biała-Bielsko                                 |
| referent                                                        | por. kanc. Oswald Jan Urbanke                                   | do IV 1928                                                      | referent inwalidzki                                             |
| referent                                                        | por. piech. Stanisław Marian Goliński                           | IV 1928 – X 1930                                                | kurs aplikacyjny w CWŻand.                                      |
| referent inwalidzki                                             | por. kanc. Oswald Jan Urbanke                                   | od II 1926 i IV 1928 – IV 1929                                  |                                                                 |
| Obsada pozostałych stanowisk funkcyjnych KRU w latach 1938–1939 |                                                                 |                                                                 |                                                                 |
| kierownik I referatu ewidencji                                  | kpt. adm. (piech.) Stanisław Skwara                             | 1939                                                            |                                                                 |
| kierownik II referatu uzupełnień                                | kpt. adm. (piech.) Henryk Moczyński                             | 16 XII 1938 – 18 IX 1939                                        | PSZ na Zachodzie                                                |
| w dyspozycji dowódcy OK V                                       | mjr piech. Jan Kłoś                                             | 1939                                                            | KRU Bielsk Podlaski                                             |